# Rafał Wydlarski
Rafał Wydlarski (pseudonim Róża; ur. 6 czerwca 1961, zm. 30 września 1997) – polski basista, członek zespołu Deadlock. W 1980 roku przeniósł się do Warszawy. Po rozpadzie Tiltu, Wydlarski wraz z perkusistą Tiltu Jackiem „Lutrem” Lenartowiczem grali w zespole Białe Wulkany. Rafał Wydlarski zginął tragicznie w latach 90..

## Dyskografia
- Ambition (1981)
- Kołobrzeg '80 (1995)[1]